# Guido II da Correggio

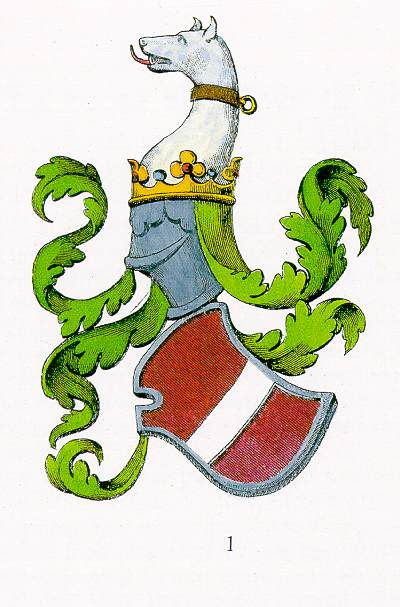
Antico stemma Da Correggio

Guido II da Correggio (1225 – Parma, 15 gennaio 1299) è stato un politico italiano.

## Biografia
Era figlio di Gherardo V de Dentibus, signore di Correggio, e di Adelasia Rossi.
Di parte guelfa, iniziò la carriera podestarile nel 1251 a Faenza.
Dal 1269 fu podestà di Mantova e nel 1272 dovette abbandonare la città nelle mani di Pinamonte Bonalcosi, capostipite della omonima famiglia che signoreggiò sulla città fino al 1328, anno di avvento dei Gonzaga.
Fu capitano del popolo di Firenze nel 1277, di Modena nel 1283 e nel 1284 e podestà di Reggio nel 1286.
Morì a Parma nel 1299 mentre reggeva la città, che venne governata dal figlio Giberto III nel 1303.

## Discendenza
Guido da Correggio sposò Mabilia della Gente, figlia di Giberto della Gente, patrizio di Reggio; ebbero sei figli:
- Giberto III (m. 1321), signore di Parma nel 1303 e capitano generale dei Guelfi di Lombardia nel 1319
- Matteo V, podestà di Reggio nel 1306
- Biacquino, nominato cavaliere
- Lazarda (m. 1312), sposò Jacopino da Cornazzano

e altre 2 figlie di cui non è noto il nome, l'ultimogenita delle quali andò in sposa a Pinamonte Bonalcosi, signore di Mantova.